# فرانسيسكو دي زورباران
فرانسيسكو دي زورباران (بالإسبانية: Francisco de Zurbarán)‏ (7 نوفمبر 1598 - 27 أغسطس 1664) كان رسام أسباني ولقد إشتهر بلوحاته الدينية التي تصور الرهبان والراهبات وهم يتعبدون الكنيسة.

## روابط خارجية
- فرانسيسكو دي زورباران على موقع الموسوعة البريطانية (الإنجليزية)
- فرانسيسكو دي زورباران على موقع ميوزك برينز (الإنجليزية)
- فرانسيسكو دي زورباران على موقع إن إن دي بي (الإنجليزية)
- فرانسيسكو دي زورباران على موقع ديسكوغز (الإنجليزية)